# مأموریت (فیلم ۲۰۲۳)
مأموریت (به انگلیسی: The Mission) یک فیلم مستند آمریکایی محصول سال ۲۰۲۳ به کارگردانی و تهیه کنندگی آماندا مک‌بین و جسی ماس است. این فیلم به بررسی مرگ مبلغ آمریکایی جان آلن چاو می‌پردازد که طی یک مأموریت خودخواسته شامل یک گروه بومی جزایر آندامان، سنتینلی، با تیر کشته شد.
اولین نمایش جهانی این فیلم در پنجاهمین جشنواره فیلم تلیوراید در ۳۱ اوت ۲۰۲۳ بود و در ۱۳ اکتبر ۲۰۲۳ توسط پیکچرهاوس منتشر شد.

## بازخوردها
- در وب‌سایت جمع‌آوری نقد راتن تومیتوز ۹۴ درصد از نظرات ۵۱ منتقد، با میانگین امتیاز ۷٫۴ از ۱۰ مثبت است. در اجماع این وب‌سایت آمده است: «رویکرد دلسوزانه و ظریف مأموریت برای بازگویی یک تراژدی واقعی، این را به کاوشی جذاب از تقاطع بین توهم و ایمان تبدیل می‌کند».
- در متاکریتیک که از میانگین وزنی استفاده می‌کند، بر اساس رای ۱۲ منتقد، امتیاز ۷۴ از ۱۰۰ را به فیلم اختصاص داده است که نشان دهنده آن است که نقدها «به طور کلی مطلوب» است.